# Die Wilsheimer
Die Wilsheimer war eine sechsteilige Fernsehserie in der Regie von Claus Peter Witt aus dem Jahr 1987, die in dem fiktiven Ort Wilsheim spielte und auch in Buchform erschienen ist.
Gedreht wurde in Frankfurt am Main in dem Stadtteil Harheim.
Das Drehbuch schrieb Horst Pillau, der auch für die Serien Salto Mortale und Dalli Dalli sowie für einzelne Stücke des Ohnsorg-Theaters verantwortlich ist, in Zusammenarbeit mit Bernt Rhotert, der die Eingemeindung seines Dorfs Harheim nach Frankfurt als Stoff in die Drehbucharbeit eingebracht und als Dramaturg die Serie für den Hessischen Rundfunk produziert hat.
Neben Hansjörg Felmy in der Hauptrolle des Bauunternehmers Jean Ziegler, spielte Gila von Weitershausen seine Ehefrau Lilo Ziegler.
Die Serie Die Wilsheimer schildert den Aufstieg des Bauunternehmers Jean Ziegler gegen mancherlei Anfeindungen, die Entwicklung des Ortes Wilsheim und viele heitere und ernste Episoden aus dem Leben seiner Bewohner in sechs Teilen.
Der Ort Wilsheim droht in der TV-Serie von der Stadt Frankfurt eingemeindet zu werden, was die Bewohner um jeden Preis verhindern möchten. Der Bauunternehmer Ziegler sieht viele Vorteile, vor allem finanzielle, und in erster Linie glaubt er, selbst gut dabei wegzukommen.
Nur für Kenner der lokalen Verhältnisse waren deutliche Parallelen zu tatsächlich existierenden Personen und Geschehnissen aus Harheim zu erkennen, was zu einem zusätzlichen Unterhaltungswert der Serie führte.

## Serienfolgen
(in Klammern Datum der Erstaufführung)
1. Ein Dorf in Frankfurt (9. März 1987)
2. Andy war in Dallas (16. März 1987)
3. Wer bohrt, gewinnt! (23. März 1987)
4. Anruf aus Marrakesch (30. März 1987)
5. Wenn es am schönsten ist (6. April 1987)
6. Jean wird Großvater (13. April 1987)

## Sonstiges
- Regisseur Claus Peter Witt war auch für andere bekannte Fernsehserien wie z. B. Die Unverbesserlichen, Diese Drombuschs, Hotel Paradies sowie Schloßhotel Orth verantwortlich.

## Medien
- Buch: Die Wilsheimer, Langen - Mueller Verlag (Juli 1994), ISBN 3-7844-2151-2